# Цедербаум, Александр Осипович
Александр Осипович Цедербаум (1816, Замосць, Люблинская губерния — 1893, Санкт-Петербург) — российский публицист, основатель и редактор первых в России газет на древнееврейском языке и идише.

## Биография
В 1869 году основал в Одессе два органа русских евреев — еженедельные газеты «День» и «Посредник». Последняя в 1870 году была переименована в «Вестник русских евреев» и переведена в Санкт-Петербург.
А. О. Цедербаум был также основателем первых в России газет на еврейских языках — «Ха-Мелиц» (или «Гамелиц», с 1861 года) на иврите, редактором-издателем которой он оставался до самой смерти, и в 1862 году приложения к предыдущей — «Кол мевасер» на идише. Главный редактор ряда российских журналов, выходивших на иврите, идише и русском языке.
В ноябре 1884 года участвовал в еврейском Катовицком съезде палестинофилов.
Автор сочинений, в том числе «Кетер Кагуна» («Корона священника»), Одесса, 1866.

## Семья
Сын — Иосиф Цедербаум, журналист. Внуки — Ю. О. Цедербаум, Н. О. Цедербаум, С. О. Цедербаум, Л. О. Цедербаум, В. О. Цедербаум, Е. О. Цедербаум, М. О. Цедербаум.
Сыновья Яков-Герш (доктор), Адольф (ААбрам), Исай (Шая), и Натан (Нусим, 1852 — 2 мая 1900, Одесса), потомственный почётный гражданин. Внуки — Яков Натанович Цедербаум (19 мая 1886 — 26 сентября 1837, расстрелян), заместитель управляющего Конторой справочников и каталогов Наркомата тяжёлой промышленности СССР, Владимир Николаевич Цедербаум (1884—1942), врач, публицист.